# Кент-Ейкерс (Делавер)
Кент-Ейкерс (англ. Kent Acres) — переписна місцевість (CDP) в окрузі Кент штату Делавер США. Населення — 2144 особи (2020).

## Географія
Кент-Ейкерс розташований за координатами 39°7′56″ пн. ш. 75°30′58″ зх. д. / 39.13222° пн. ш. 75.51611° зх. д. (39.132184, -75.516121).  За даними Бюро перепису населення США в 2010 році переписна місцевість мала площу 2,29 км², з яких 2,19 км² — суходіл та 0,10 км² — водойми.

## Демографія
Згідно з переписом 2010 року, у переписній місцевості мешкало 1890 осіб у 702 домогосподарствах у складі 503 родин. Густота населення становила 827 осіб/км².  Було 755 помешкань (330/км²).
Расовий склад населення:
| - 66,2 % — білих - 24,7 % — чорних або афроамериканців - 2,5 % — азіатів - 0,6 % — корінних американців - 2,5 % — осіб інших рас |

До двох чи більше рас належало 3,4 %. Частка іспаномовних становила 5,4 % від усіх жителів.
За віковим діапазоном населення розподілялося таким чином: 25,6 % — особи молодші 18 років, 59,6 % — особи у віці 18—64 років, 14,8 % — особи у віці 65 років та старші. Медіана віку мешканця становила 38,2 року. На 100 осіб жіночої статі у переписній місцевості припадало 95,4 чоловіків;  на 100 жінок у віці від 18 років та старших — 88,6 чоловіків також старших 18 років.
Середній дохід на одне домашнє господарство  становив 77 102 долари США (медіана — 58 125), а середній дохід на одну сім'ю — 88 612 долари (медіана — 76 250). За межею бідності перебувало 13,0 % осіб, у тому числі 22,1 % дітей у віці до 18 років та 3,0 % осіб у віці 65 років та старших.
Цивільне працевлаштоване населення становило 951 осіб. Основні галузі зайнятості: освіта, охорона здоров'я та соціальна допомога — 21,3 %, мистецтво, розваги та відпочинок — 16,9 %, роздрібна торгівля — 15,1 %, публічна адміністрація — 14,8 %.